# 岩手県保育所一覧
岩手県保育所一覧（いわてけんほいくしょいちらん）は、岩手県の保育所の一覧。

## 公立保育所

### 盛岡広域振興圏

#### 盛岡市
- 盛岡市立くりやがわ保育園[1]
- 盛岡市立太田保育園[1]
- 盛岡市立あべたて保育園[1]
- 盛岡市立なかの保育園[1]
- 盛岡市立とりょう保育園[1]

- 盛岡市立さくらがおか保育園[1]
- 盛岡市立手代森保育園[1]
- 盛岡市立見前保育園[1]
- 盛岡市立乙部保育園[1]

#### 八幡平市
- 寺田保育所[1]
- 柏台保育所[1]

- 田山保育所[1]
- 松尾保育所[1]

#### 岩手郡

##### 雫石町
- 御明神保育所[1]
- 西根保育所[1]

##### 葛巻町
- 認定こども園葛巻保育園[1]
- 認定こども園葛巻保育園分園五日市保育園[1]

- 認定こども園葛巻保育園分園小屋瀬保育園[1]
- 認定こども園葛巻保育園分園江刈保育園[1]

##### 岩手町
- 岩手町立沼宮内保育所[2]
- 岩手町立川口保育所[2]

- 岩手町立一方井保育所[2]
- 岩手町立水堀保育所[2]

#### 紫波郡

##### 紫波町
- 紫波町立古館保育所[1]
- 紫波町立佐比内保育所[1]

##### 矢巾町
- 煙山保育園[1]

### 県南広域振興圏

#### 奥州市
- いずみ保育園[1]
- 奥州市立田原保育所[1]

- 奥州市立前沢保育所[1]

#### 一関市
- 一関市立一関あおば保育園[1]
- 一関市立大原保育園[1]
- 一関市立興田保育園[1]
- 一関市立猿沢保育園[1]
- 一関市立渋民保育園[1]
- 一関市立曽慶保育園[1]

- 一関市立千厩保育園[1]
- 一関市立奥玉保育園[1]
- 一関市立小梨保育園[1]
- 一関市立松川保育園[1]
- 一関市立新沼保育園[1]

#### 花巻市
- 花巻市立西公園保育園[1]
- 花巻市立宮野目保育園[1]
- 花巻市立湯口保育園[1]
- 花巻市立太田保育園[1]

- 花巻市立大迫保育園[1]
- 花巻市立小山田保育園[1]
- 花巻市立上瀬保育園[1]
- 花巻市立成島保育園[1]

#### 北上市
- 北上市立大通り保育園[3]
- 北上市立二子保育園[3]
- 北上市立口内保育園[3]

- 北上市立南保育園[3]
- 北上市立江釣子保育園[3]
- 北上市立鳩岡崎保育園[3]

#### 和賀郡（西和賀町）
- 西和賀町立川舟保育所[4]
- 西和賀町立せんだん保育所[4]
- 西和賀町立新町保育所[4]

#### 西磐井郡（平泉町）
- 平泉町立平泉保育所[1]
- 平泉町立長島保育所[1]

### 沿岸広域振興圏

#### 宮古市
- 宮古市愛宕保育所[5]
- 宮古市千徳保育所[5]
- 宮古市津軽石保育所[5]
- 宮古市小山田保育所[5]
- 宮古市花輪保育所[5]
- 宮古市山口保育所[5]

- 宮古市佐原保育所[5]
- 宮古市磯鶏保育所[5]
- 宮古市崎山保育所[5]
- 宮古市田老保育所[5]
- 宮古市新里保育所[5]

#### 陸前高田市
- 陸前高田市立高田保育所[1]
- 陸前高田市立小友保育所[1]
- 陸前高田市立気仙保育所[1]

#### 気仙郡（住田町）
- 住田町立世田米保育園[6]
- 住田町立有住保育園[6]

#### 下閉伊郡

##### 山田町
- 山田町立船越保育園[7]

##### 岩泉町
- いわいずみこども園[1]
- こがわこども園[1]
- おもとこども園[1]

##### 田野畑村
- たのはたこども園[1]

##### 普代村
- はまゆりこども園[1]

### 県北広域振興圏

#### 久慈市
- 久慈市立小久慈保育園[8]
- 久慈市立久喜保育園[8]
- 久慈市立夏井保育園[9]

- 久慈市立戸呂町保育園[9]
- 久慈市立来内保育園[9]

#### 二戸市
- 二戸市立金田一保育所[10]
- 二戸市立堀野保育所[10]
- 二戸市立浄法寺保育園[10]

#### 九戸郡

##### 軽米町
- 花のまち 軽米こども園[1]
- 小軽米保育園[1]
- 晴山保育園[1]

##### 九戸村
- 伊保内保育園[1]
- 戸田保育園[1]
- ひめほたるこども園[1]

##### 洋野町
- 帯島保育所[1]

#### 二戸郡（一戸町）
- 認定こども園いちのへじょうもんの里こども園[1]
- 小鳥谷ふじの花こども園[1]
- 奥中山みどりの森こども園[1]

## 私立保育所

### 盛岡広域振興圏

#### 盛岡市
- 青山保育園（社会福祉法人岩手県同胞援護会）[1]
- みたけ保育園（社会福祉法人岩手県同胞援護会）[1]
- 善友保育園（社会福祉法人善友隣保館）[1]
- 仙北保育園（社会福祉法人長松寺会）[1]
- 高松保育園（社会福祉法人高松福祉会）[1]
- 愛育園（社会福祉法人愛育園）[1]
- 大新保育園（社会福祉法人恵育会）[1]
- 第二山王保育園（社会福祉法人橘会）[1]
- わかば保育園（社会福祉法人わかば会）[1]
- 北松園風の子保育園（社会福祉法人わかば会）[1]
- アイリス保育園（社会福祉法人アイリス会）[1]
- 前潟保育園（社会福祉法人土淵朗親会）[1]
- MHナーサリー（学校法人盛岡理容美容学園）[1]
- ふじみ保育園（社会福祉法人太田福祉会）[1]
- 好摩保育所（社会福祉法人好摩福祉会）[1]
- 渋民保育園（社会福祉法人渋民保育園）[1]
- 下田保育園（社会福祉法人下田保育園）[1]
- 玉山保育園（社会福祉法人叶福祉会）[1]
- 柳青保育園（社会福祉法人叶福祉会）[1]

- いちご保育園（社会福祉法人いちご会）[1]
- 緑が丘ひまわり保育園（社会福祉法人盛岡ひまわり会）[1]
- あさひ保育園（学校法人川前学園）[1]
- 本宮保育園（社会福祉法人わかば会）[1]
- 津志田つばさ園（社会福祉法人盛岡市社会福祉事業団）[1]
- ながい保育園（社会福祉法人盛岡社会福祉事業団）[1]
- ニチイキッズ仙北町駅前保育園（株式会社ニチイ学館）[1]
- ニチイキッズみたけ保育園（株式会社ニチイ学館）[1]
- くろいしの保育園（社会福祉法人岩手県同胞援護会）[1]
- みたけ保育園（社会福祉法人岩手県同胞援護会）[1]
- Cocoa（公益財団法人岩手県予防医学協会）[1]
- ぎんがの里保育園（株式会社ぎんがの里）[1]
- 盛南ひまわり保育園（社会福祉法人盛岡ひまわり会）[1]
- エトワール保育園（医療法人謙和会）[1]
- うえだ保育園（社会福祉法人わかば会）[1]
- モリオカえほんの森保育園（株式会社みんなのみらい計画）[1]
- 東見前保育園（社会福祉法人宇宙心会）[1]
- きたくり保育園（学校法人岩手キリスト教学園）[1]

#### 八幡平市
- 東慈寺保育園（社会福祉法人東慈会）[1]
- 森の子保育園（社会福祉法人杉の子会）[11]
- 森の子保育園（社会福祉法人杉の子会）[11]

- 畑保育園（社会福祉法人杉の子会）[11]
- 家庭的保育事業ままいろはうす[12]

#### 滝沢市
- ふうりん保育園（社会福祉法人滝沢市保育協会）[1]
- 大沢保育園（社会福祉法人滝沢市保育協会）[1]
- 鵜飼保育園（社会福祉法人滝沢市保育協会）[1]
- 元村保育園（社会福祉法人滝沢市保育協会）[1]
- 巣子保育園（社会福祉法人滝沢市保育協会）[1]
- 川前保育園（社会福祉法人滝沢市保育協会）[1]

- 一本木保育園（社会福祉法人滝沢市保育協会）[1]
- 柳沢保育園（社会福祉法人滝沢市保育協会）[1]
- 南巣子保育園（社会福祉法人滝沢市保育協会）[1]
- 牧の林すずの音保育園（社会福祉法人土淵朗親会）[1]
- ハレルヤ保育園（社会福祉法人プレイズザロード）[1]
- りんごの森保育園（社会福祉法人鶴山記念会）[1]

#### 岩手郡

##### 雫石町
- 七ツ森保育園（社会福祉法人のぞみ会）[1]
- 御所保育園（社会福祉法人のぞみ会）[1]

- 西山保育園（社会福祉法人雫石町社会福祉協議会）[1]
- 雫石保育園（社会福祉法人雫石保育園）[1]

##### 岩手町
- 城山保育園（社会福祉法人岩手城山保育園）[1]
- 幼保連携型認定こども園 岩手中央幼稚園・保育園（学校法人太田学園）[13]

#### 紫波郡

##### 紫波町
- 虹の保育園（社会福祉法人 紫波町社会福祉協議会）[1]
- オガール保育園（社会福祉法人共助会）[1]
- 星山えほんの森保育園（株式会社みんなのみらい計画）[1]

##### 矢巾町
- 徳田保育園（社会福祉法人土淵朗親会）[1]
- 北川保育園（社会福祉法人土淵朗親会）[1]
- ニチイキッズやはば駅前保育園（株式会社ニチイ学館）[1]

### 県南広域振興圏

#### 奥州市
- 水沢保育園（社会福祉法人聖光愛育会）[1]
- ときわ保育園（社会福祉法人ときわ会）[1]
- 東水沢保育園（社会福祉法人愛護会）[1]
- 白ゆり乳児苑（社会福祉法人仰光会）[1]
- 江刺保育園（社会福祉法人江刺保育園）[1]
- 聖愛ベビーホーム（社会福祉法人聖愛育成会）[1]

- おだき保育園（社会福祉法人智禅会）[14]
- 暁学園（社会福祉法人暁泉会暁学園）[1]
- 前沢保育園（社会福祉法人アリノママ会）[1]
- 愛宕保育園（社会福祉法人奥州いさわ会）[15]
- ウェルネス保育園 江刺（社会福祉法人タイケン福祉会）[1]

#### 一関市
- 桜保育園（社会福祉法人さくら会）[16]
- 山目保育園（社会福祉法人山目保育園）[1]
- 睦保育園（社会福祉法人希望の光）[17]
- 西光寺保育園（社会福祉法人西光寺保育園）[1]
- パステル保育園（社会福祉法人クレッシェンド）[1]
- こぐま桜木町保育園（一般社団法人こぐま会）[18]
- こぐま保育園（一般社団法人こぐま会）[18]
- さわ保育園[18]

- 保育園ゆいま～る[18]
- 保育園ゆいま～る 第2園[18]
- きらりの森保育園（一般社団法人キラリ）[18]
- 家庭的保育園 ちいさいおうち[18]
- 丸喜の家にこにこ保育園[18]
- 家庭的保育ルーム どんぐり[18]
- オランジェリー岩手保育園（株式会社プレステージ・インターナショナル）[19]

#### 花巻市
- 若葉保育園（社会福祉法人花巻保健福祉会）[18]
- めぐみ保育園（社会福祉法人めぐみ福祉会）[18]
- 松園保育園（社会福祉法人松園福祉会）[18]
- 日居城野保育園（社会福祉法人松園福祉会）[18]
- 花巻太陽の子保育園（社会福祉法人花巻太陽の子保育園）[18]
- おひさま保育園（社会福祉法人大谷会）[18]
- 八幡保育園（社会福祉法人石鳥谷町保育協会）[18]
- 八重畑保育園（社会福祉法人石鳥谷町保育協会）[18]
- 新堀保育園（社会福祉法人石鳥谷町保育協会）[18]
- 湯本保育園（学校法人湯本学園）[18]

- 笹間保育園（学校法人笹間学園）[18]
- みどりの保育園（株式会社グリーン・ライフ）[18]
- わこのいえ保育園（特定非営利活動法人わこの家）[18]
- 公益財団法人総合花巻病院こどものくに保育園（公益財団法人花巻病院）[18]
- わこの家（特定非営利活動法人わこの家）[20]
- ピュア・チャイルド園（社会福祉法人睦会）[21]
- ひよこ保育園[22]
- ぎんどろ保育園（社会福祉法人ちひろ会）[23]
- つくし保育園（社会福祉法人松園福祉会）[24]
- よつば保育園（特定非営利活動法人女性と子の未来）[25]

#### 北上市
- 黒沢尻保育園（社会福祉法人北上愛児会）[1]
- 川岸保育園（社会福祉法人北上愛児会）[1]
- 北上保育園（社会福祉法人北上愛児会）[1]
- わがの里保育園（社会福祉法人和江会）[1]
- ときわだい保育園（社会福祉法人平和会）[1]
- ニチイキッズ北上むらさきの保育園（株式会社ニチイ学館）[1]
- 北鬼柳にじいろ保育園（社会福祉法人虹色の輪）[1]
- ニチイキッズ北上さくら保育園（株式会社ニチイ学館）[26]
- みつばち保育園[27]
- どれみ保育園（株式会社Bambini-piccolo）[28]
- ピッコロ保育園（株式会社Bambini-piccolo）[29]
- こぐま保育園（株式会社こぐまほいく企画）[30]
- ひよこ保育園（株式会社こぐまほいく企画）[31]

- ニコニコ保育園 北上園（一般社団法人未来へのおくりもの）[32]
- ひまわり保育園[27]
- キッズランド未来[27]
- 和の色保育園（社会福祉法人虹色の輪）[33]
- ぷっちらんど保育園（株式会社aile）[34]
- ほいくえん ちいさな木（株式会社connect）[35]
- 大堤保育所（東陵総業株式会社）[36]
- 大堤ぽけっと保育園（有限会社シャフト）[27]
- 北鬼柳ぽけっと保育園（有限会社シャフト）[27]
- そらいろ保育園（社会福祉法人虹色の輪）[37]
- ぽっぷらんど保育園（株式会社aile）[34]
- おん保育所[27]

#### 遠野市
- 遠野保育園（社会福祉法人遠野市保育協会）[1]
- 神明保育園（社会福祉法人遠野市保育協会）[1]
- 綾織保育園（社会福祉法人遠野市保育協会）[1]
- 岩滝保育園（社会福祉法人遠野市保育協会）[1]
- 附馬牛保育園（社会福祉法人遠野市保育協会）[1]
- 白岩保育園（社会福祉法人遠野市保育協会）[1]

- 松崎保育園（社会福祉法人遠野市保育協会）[1]
- 土淵保育園（社会福祉法人遠野市保育協会）[1]
- 青笹保育園（社会福祉法人遠野市保育協会）[1]
- 上郷保育園（社会福祉法人遠野市保育協会）[1]
- 宮守保育園（社会福祉法人遠野市保育協会）[1]
- 達曽部保育園（社会福祉法人遠野市保育協会）[1]

#### 和賀郡（西和賀町）
- 湯本保育園（社会福祉法人にしわが愛児会）[1]
- 川尻保育園（社会福祉法人にしわが愛児会）[1]

#### 胆沢郡（金ケ崎町）
- 金ケ崎保育園（社会福祉法人愛護会）[1]
- たんぽぽ保育園（社会福祉法人愛護会）[1]
- 認定こども園たいよう保育園（社会福祉法人白鶴会）[38]
- かがやき保育園（NPO法人輝き）[39]

- あおぞら保育園（NPO法人輝き）[40]
- よつば保育園（株式会社すくすく）[41]
- ゆうゆう保育園いわて（トヨタ自動車東日本株式会社）[42]

### 沿岸広域振興圏

#### 釜石市
- 鵜住居保育園（社会福祉法人釜石愛児会）[1]
- 中妻子供の家の保育園（社会福祉法人釜石愛児会）[1]
- 小佐野保育園（社会福祉法人釜石愛児会）[1]
- 平田こども園（株式会社プライムツーワン）[1]

- ピッコロ子ども倶楽部桜木園（株式会社プライムツーワン）[1]
- 虹の家[43]
- スクルドエンジェル保育園かまいし園[43]
- きらきら保育園（特定非営利活動法人きらきらぼし）[44]

#### 宮古市
- 常安寺保育園[1]
- 宮古保育園（社会福祉法人三宝会）[1]
- いずみ保育園（学校法人宮古泉学園）[1]
- いずみ保育園分園てってらんど（学校法人宮古泉学園）[45]
- 小規模保育事業所ククナの家[45]
- 小規模保育園みいつけた[45]

- 家庭的保育ルームつくしんぼ[45]
- ぶどうのき[45]
- ぽかぽかてらす[45]
- 家庭的保育室いちごハウス[45]
- こぐまハウス[45]

#### 大船渡市
- 大船渡保育園（社会福祉法人台ケ丘学園）[1]
- 明和保育園（社会福祉法人明和会）[1]

- 日頃市保育園（社会福祉法人日頃市保育会）[1]

#### 陸前高田市
- 広田保育園（社会福祉法人陸前高田市保育協会）[1]
- 米崎保育園（社会福祉法人陸前高田市保育協会）[1]
- 横田保育園（社会福祉法人陸前高田市保育協会）[1]

- 竹駒保育園（社会福祉法人陸前高田市保育協会）[1]
- 下矢作保育園（社会福祉法人陸前高田市保育協会）[1]
- ゆいま～る たかた[46]

#### 上閉伊郡（大槌町）
- 吉里吉里保育園（社会福祉法人吉里吉里保育園）[1]
- おさなご園（学校法人樅木学園）[47]

#### 下閉伊郡

##### 山田町
- 山田町第一保育所（社会福祉法人三心会）[1]
- 山田第二保育所（社会福祉法人光明福祉会）[1]
- 山田中央保育園（社会福祉法人正受会）[1]

- 大沢保育園（社会福祉法人大沢愛育会）[1]
- 日台きずな保育園（社会福祉法人親和会）[1]
- 織笠保育園（社会福祉法人三心会）[1]

##### 普代村
- つちのこ保育園（NPO法人地球のしごと大學）[48]

### 県北広域振興圏

#### 久慈市
- 久慈保育園（社会福祉法人久慈福松会）[1]
- 大川目保育園（社会福祉法人大川目保育会）[1]
- 宇部保育園（社会福祉法人宇部保育会）[1]
- 久慈湊保育園（社会福祉法人久慈湊厚生会）[1]
- いなり保育園（社会福祉法人いなり保育会）[1]
- 畑田保育園（社会福祉法人畑田保育会）[1]

- 長内保育園（社会福祉法人畑田保育会）[1]
- ひばり保育園（社会福祉法人天神会）[1]
- こだま保育園（社会福祉法人川原屋敷保育会）[1]
- 平山保育園（社会福祉法人平山保育会）[1]
- 幸町保育園（社会福祉法人幸町保育会）[1]
- 山口保育園（社会福祉法人山口保育会）[1]

#### 二戸市
- メルヘンハウス大清水[49]

#### 九戸郡

##### 野田村
- 野田村保育所（社会福祉法人野田村保育会）[1]
- 日向保育所（社会福祉法人野田村保育会）[1]
- 玉川保育所（社会福祉法人野田村保育会）[1]

##### 洋野町
- みどりが丘保育園（社会福祉法人若葉福祉会）[1]

#### 二戸郡（一戸町）
- 一戸子供の家保育園（社会福祉法人泉の園）[1]